# 蘇格蘭防止虐待動物協會
蘇格蘭防止虐待動物協會（英語：Scottish Society for Prevention of Cruelty to Animals），縮寫SSPCA，是蘇格蘭的一家動物保護組織，1839年在愛丁堡成立。該組織並不接受政府或彩票的資助，收入皆來自公眾捐款。
SSPCA與皇家防止虐待動物協會（RSPCA）是兩個各自獨立的組織，SSPCA服務於蘇格蘭地區，而RSPCA則服務於英格蘭和威爾斯地區。2005年8月，SSPCA更改了組織的標誌以避免和RSPCA混淆。2009年2月，SSPCA在報紙上刊登廣告呼籲RSPCA停止在蘇格蘭地區募款和宣傳。

## 外部連結
- 官方网站（英文）
- 蘇格蘭防止虐待動物協會的Facebook專頁
- 蘇格蘭防止虐待動物協會的X（前Twitter）